# Мюллер, Раиса Борисовна
Раи́са Бори́совна Мю́ллер (в девичестве Гинзбург; 1896; Лозанна, Швейцария — 29 ноября 1989; Ленинград, СССР) — советский историк, археограф, кандидат исторических наук. Научный сотрудник Ленинградского отделения Института истории АН СССР и старший научный сотрудник Институт языка, литературы и истории Карело-финской базы АН СССР. Специалист по истории Карелии.

## Биография

### Ранние годы и образование
Раиса Борисовна (в девичестве Гинзбург) родилась в 1896 году в Лозанне (Швейцария) в семье революционных эмигрантов из России. Отец Борис (Берко) Абрамович Гинзбург — российский марксист, публицист, один из друзей и соратников деятеля социалистического движения Г. В. Плеханова. Свою учёбу Раиса Борисовна начала в Брюсселе. В 1906 году во время Первой русской революции её семья вернулась в Санкт-Петербург.
В столице Раиса Борисовна до 1908 года училась в коммерческом училище. В связи с арестами и подпольной деятельностью её отца семья переехала в Баку, где Раиса Борисовна окончила Мариинскую женскую гимназию с золотой медалью. В 1914 году она поступила на факультет естественных наук Высших женских курсов в Харькове, но вскоре переехала в Петроград, где в 1915 году поступила на историко-филологический факультет Высших женских Бестужевских курсов, однако не окончила их, так как нуждалась в работе. С 1918 года работала научным сотрудником в библиотеке Центрального педагогического музея. В 1919 году с родителями переехала в Уфу, где устроилась на работу секретарём Уфимского губернского управления архивным делом. В 1920 году Раиса Борисовна потеряла отца и с матерью вернулась в Петроград, где 1921 году поступила на историко-педагогическое отделение Петроградского государственного университета, которое окончила в октябре 1924 года. После этого в течение двух лет была вольнослушательницей историко-архивно-археографическое отделение университета, которое окончила в 1926 году.

### Работа в научных учреждениях
С осени 1926 году Раиса Борисовна работала научным сотрудником Постоянной историко-археографической комиссии при АН (в том же году объединена с Государственной археографической комиссией в Историко-археографическую комиссию при АН СССР, в 1928 переименована в Археографическую комиссию). В 1927—1929 годах там же — аспирантка. В течение нескольких лет была секретарём семинара С. Ф. Платонова по истории Смутного времени. Также занималась в семинаре А. И. Андреева по дипломатике частного акта. Слушала лекции С. Ф. Платонова, А. Е. Преснякова и С. В. Рождественского.
Из-за ареста в 1929—1930 годах С. Ф. Платонова, А. И. Андреева и других учёных по «Академическому делу», а также в связи смены руководства комиссии и изменением характера и плана работ, Раиса Борисовна в составе одной из «бригад» занялась подготовкой издания документов по истории России периода феодализма и истории народов СССР.
С 1937 года Раиса Борисовна вместе с А. И. Андреевым (вернулся из ссылки в 1935) и другими учёными была привлечена к работе в Петрозаводске по изучению истории Карелии. С того же года по совместительству работала в Карельском научно-исследовательском институте культуры. В 1938 году была уволена из Археографической комиссии по сокращению штатов и в сентябре перешла в КНИИК на постоянную работу, оставаясь при этом жить в Ленинграде.

### Во время Великой Отечественной войны
Вскоре после начала Великой Отечественной войны муж Раисы Борисовны, профессор химического факультета Ленинградского университета Р. Л. Мюллер (немец по национальности), 6 июля 1941 года был арестован по ложному обвинению, проведя после этого 15 лет в тюрьме, лагерях и ссылке.
После развернувшихся в Карелии военных действий КНИИК был эвакуирован в Сыктывкар. В связи с этим Р. Б. Миллер была уволена. В осаждённом Ленинграде она оставалась с пожилой матерью и 16-летней дочерью. Зимой 1941/1942 от голода умерла мать.
В марте 1942 года Р. Б. Мюллер была зачислена в Ленинградское отделение Института истории АН СССР. Однако в июле того же года сотрудники ЛОИИ были эвакуированы, а она уволена. В августе того же года Р. Б. Мюллер эвакуировалась в Сибирь в город Юргу Кемеровской области. Там она с 1943 года работала кассиром в Военторге.

### Послевоенные годы
Из-за потери в Ленинграде жилплощади, реэвакуация для Р. Б. Мюллер оказалась чрезвычайно сложной. Тем не менее, летом 1945 года ей с трудом удалось вернуться в Ленинград. Осенью того же года Р. Б. Мюллер была восстановлена на работе в ЛОИИ в должности научного сотрудника, а в следующем 1946 году защитила диссертацию на соискание учёной степени кандидата исторических наук по теме «Карелия в XVI—XVII вв.».
В 1950—1952 годах в ЛОИИ прошла серия увольнений, которые по политическим соображениям были мотивированны «непригодностью» для работы в Академии наук (уволено 14 научных сотрудников). В их число вошла и Р. Б. Мюллер, которую в июле 1951 года вывели на пенсию. Фактически причиной её увольнения было то, что она являлась женой репрессированного. Тем не менее, Р. Б. Мюллер сохраняла тесную связь с ЛОИИ, продолжая принимать активное участие в изданиях института (в частности, в подготовке академической публикации «Законодательных актов Русского государства»), заседаниях сектора феодализма и симпозиумах.
Умерла 29 ноября 1989 года в возрасте 93 лет.

## Научный вклад
Р. Б. Мюллер совместно с Т. В. Старостиной исследовала и ввела в научный оборот большой массив источников по истории крестьянства Карелии XVI—XVII веков. Принимала участие в разработке правил издания документов означенного периода, которые были опубликованы в 1936 году и стали на многие годы обязательными при издании исторических документов. В 1936—1937 годах Р. Б. Мюллер занималась извлечением и комментированием сведений из русских летописей о народах Севера и Карелии.
С 1937 года Р. Б. Мюллер начала заниматься изучением истории Карелии. Принимала участие в составлении двух сборников источников «Материалы по истории Карелии XII—XVI вв.» и «Карелия в XVII в.». Почти весь готовый тираж книг погиб во время блокады Ленинграда. От каждой из них случайно уцелели по нескольку экземпляров, и после войны Р. Б. Мюллер подготовила их для издания заново.
До войны Р. Б. Мюллер также написала монографию «Очерки по истории Карелии XVI—XVII вв.», которая была напечатана только в 1947 году. Прочно вошла в научный оборот защищённая ею в 1946 году диссертация «Карелия в XVI—XVII вв.». Р. Б. Мюллер были подготовлены к публикации писцовые книги Карелии XVI—XVII веков, однако они остались неизданными. Она является автором двух глав изданного в 1952 году капитального труда «История Карелии с древнейших времён до середины XVIII в.», работа над которым была начата в 1946 году. Также после войны Р. Б. Мюллер были подготовлены к публикации «Татищевские списки Правды» к изданию «Правда Русская» (1947), «Грамоты Великого Новгорода и Пскова» (1949) и пр.
После выхода в 1951 году на пенсию Р. Б. Мюллер занималась исследованием законодательных источников XV — начала XVII века. Принимала участие в академическом издании «Законодательные акты Русского государства второй половины XVI — первой половины XVII века». Работала над «Судебниками» 1550 и 1589 годов, выявив и подготовив к печати более 345 документов для сборника «Судебники XV—XVI веков» (1952 и переиздан в 2014 и 2015 годах).. Занималась исследованием уездов русского Севера и классовой борьбе крестьянского и посадского там населения. Кроме прочего, являлась одним из авторов в коллективном трёхтомнике «Аграрная история Северо-Запада России» (1971—1978).